# Stamen Grigorov
Stamen Gigov Grigorov (bulharsky: Стамен Гигов Григоров; 27. října 1878 Studen Izvor - 27. října 1945 Sofie) byl bulharský lékař a mikrobiolog.
Středoškolské vzdělání získal ve francouzském Montpellier a lékařské vědy vystudoval na Ženevské univerzitě ve Švýcarsku. V roce 1905, ve věku 27 let, učinil v mikrobiologické laboratoři profesora Léona Massola v Ženevě svůj nejznámější objev, když objevil bakterii Lactobacillus bulgaricus bacillus, jež je základem jogurtu. Kromě toho přispěl, spolu s Albertem Calmettem, v roce 1906 k vytvoření léku na tuberkulózu, na bázi penicilinových hub.
Je po něm pojmenován ledovec na ostrově Brabant v Palmerově zemi v Antarktidě. Dne 27. října 2020 byl oceněn společností Google svátečním logem (Google Doodle).